# بوغروم تراقيا 1934
يشير بوغروم تراقيا 1934 ((بالتركية: Trakya Olaylar?)‏) إلى سلسلة من الهجمات العنيفة ضد المواطنين اليهود في تركيا والتي وقعت في يونيو ويوليو من عام 1934 بمنطقة تراقيا في تركيا.

## معلومات تاريخية
وقع البوغروم في مدن تكيرداغ وأدرنة وكيركلاريلي وشنق قلعة، وكان بدافع معاداة السامية. وادعى البعض أن هذه الأعمال بدأت من مقالات زعيم حركة القومية التركية، سيفات رفعت أتيلهان، في مجلة ميلي انقلاب [محل شك] (الثورة القومية)، ومقالات حسين نيهال أتسز في مجلة أورهن. وكان أتسز معروفًا بالتعاطف مع مذهب العنصرية النازية.
فشلت حكومة مصطفى كمال في وقف البوغروم ولكن كانت تتصدى له بقوة.
تبع ذلك تخريب المنازل والمحلات اليهودية. وبدأت التوترات في 5 يونيو 1934 وامتدت إلى بعض القرى الأخرى في منطقة تراقيا الشرقية وبعض المدن الصغيرة في المنطقة الغربية من بحر إيجة. وفي ذروة أحداث العنف، ترددت شائعات أن حاخامًا تم تجريده من ملابسه وتم جره في الشوارع على نحو مخجل، في حين تعرضت ابنته للاغتصاب. واضطر ما يزيد عن 15000 يهودي إلى الفرار من المنطقة. وقد وقعت بالفعل حوادث عنصرية أخرى في تركيا قبل ذلك وبعده، ولكن كان هذا البوغروم، على ما يبدو، هو الأول خلال الفترة الجمهورية.

## كتابات أخرى
- Bayratkar، Hatiice (مايو 2006)، "The anti-Jewish pogrom in Eastern Thrace in 1934: new evidence for the responsibility of the Turkish government"، Patterns of Prejudice، Routledge، ج. 40، ص. 95–111